# Zwerg-Minorka
Zwerg-Minorka sind Haushühner. Die Rasse wurde bereits 1912 auf Geflügelausstellungen in der Provinz Brandenburg gezeigt und ist somit eine der ältesten verzwergten Hühnerrassen. Die Rasse wird vom Minorka und Zwerg-Minorka Sonderverein betreut. Dieser besteht seit 1895.

## Merkmale
Zwerg-Minorkas gibt es in den Farben Schwarz und Weiß. Im Gegensatz zu den großen Minorkas trifft man auf Großausstellungen auch noch die rosenkämmige Variante dieser Rasse an. Der weiße Farbenschlag ist sehr selten.
Wie auch bei den großen Minorkas wird auch bei den Zwerg-Minorkas auf eine hohe Legeleistung geachtet, die mit 120 Eiern angegeben wird. Das Mindestgewicht für Bruteier liegt bei 38 Gramm. Eigewicht und Legeleistung sind aber deutlich höher, da Zwerg-Minorkas um 1990 bei weitem größer waren. Der Sonderverein ist darum bemüht, die Vorgaben zu erfüllen. Zwerg-Minorkas sind frohwüchsig und wetterhart, Kammerfrierungen trifft man nicht an.
Der Hahn wiegt 1200 und die Henne 1000 Gramm. Wie auch bei der Großrasse krähen Zwerg-Minorka nicht oft.

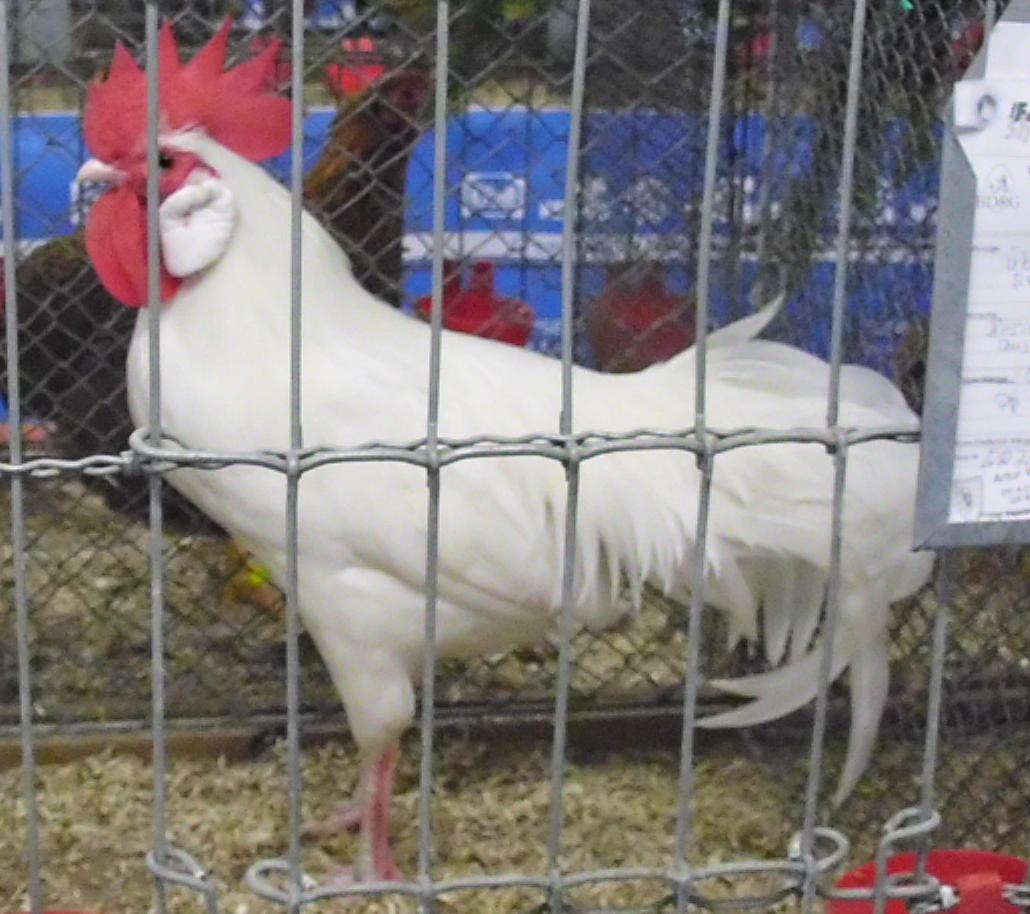
Weißer Zwerg-Minorka-Hahn
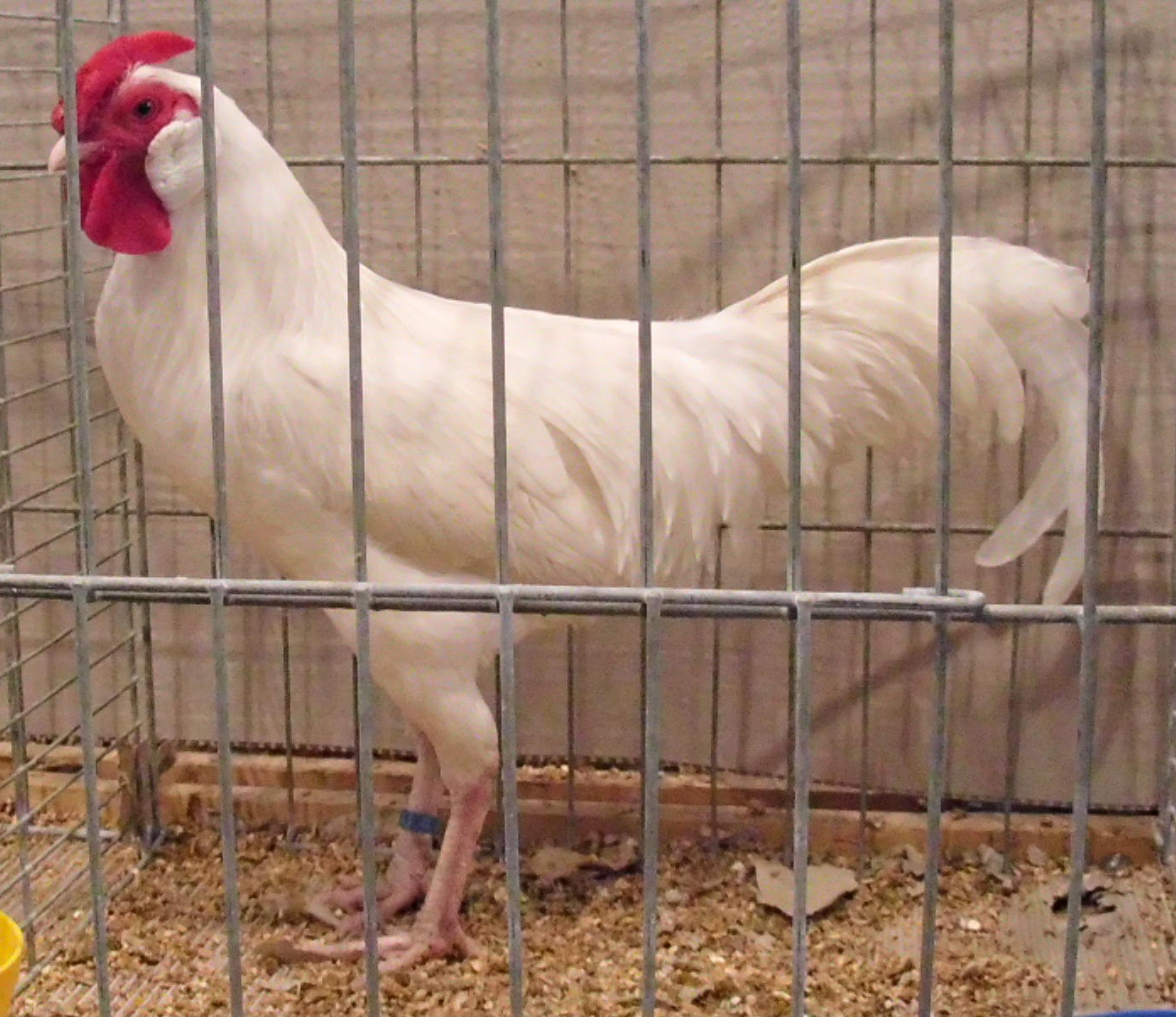
Weißer Hahn mit Rosenkamm
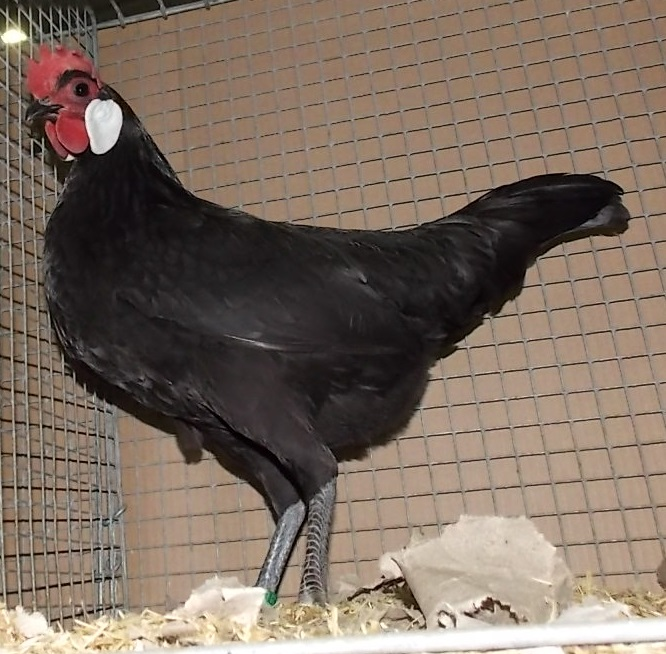
Schwarze Zwerg-Minorka-Henne
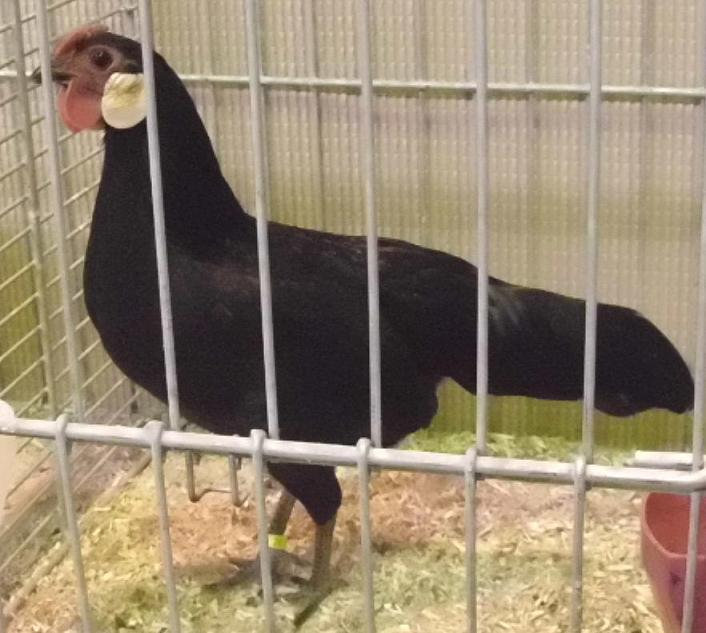
Schwarze Henne mit Rosenkamm
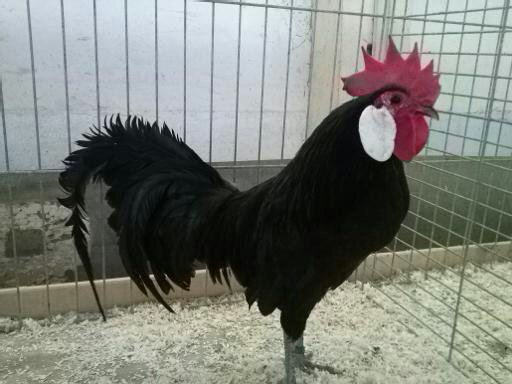
Schwarzer Zwerghahn